# Nigro notanda lapillo
La locuzione latina nigro notanda lapillo lett. significa "da segnare con una pietruzza nera", sottointendendo il soggetto della frase "giorno".
Allusione all'uso dei Romani di segnare i giorni felici con sassolini bianchi, e quelli avversi con pietruzze nere.